# هزارپابیدان
هزارپابیدان (نام علمی: Dalceridae) نام یک تیره از بالاخانواده جنگل‌بان‌واران است.